# Paul Gallagher (Erzbischof)

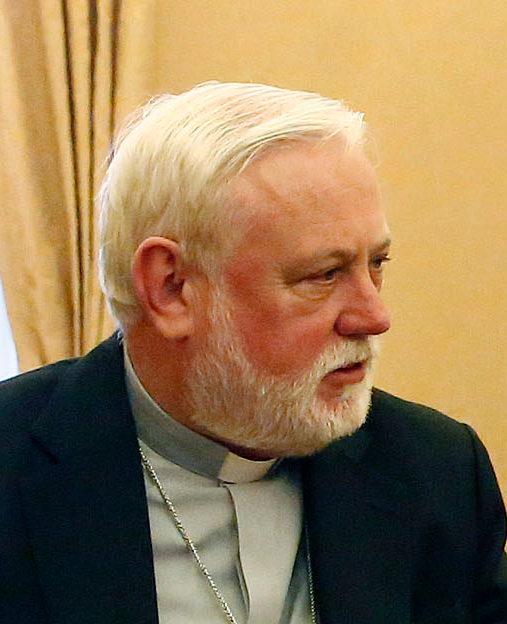
Erzbischof Paul Gallagher (April 2015)

Wappen von Paul Richard Gallagher

Paul Richard Gallagher (* 23. Januar 1954 in Liverpool, Vereinigtes Königreich) ist ein britischer Geistlicher und  Kurienerzbischof der römisch-katholischen Kirche.

## Leben
Paul Gallagher besuchte das St. Francis Xavier’s College in Woolton. Anschließend wurde er nach Rom an das Venerable English College entsandt. Gallagher empfing am 31. Juli 1977 in der Liverpool Metropolitan Cathedral durch den Liverpooler Erzbischof Derek Worlock das Sakrament der Priesterweihe. Paul Gallagher war als Assistenz-Priester in der Holy Name Parish in Fazakerley und als Kaplan im Fazakerley Hospital tätig.
Später wurde Gallagher nach Rom an die Päpstliche Diplomatenakademie entsandt. 1984 wurde er im Fach Kirchenrecht promoviert. Am 1. Mai 1984 trat Paul Gallagher in den diplomatischen Dienst des Heiligen Stuhls ein und wurde Addetto bei der Apostolischen Nuntiatur in Tansania. Anschließend war er in den Apostolischen Nuntiaturen in Uruguay und auf den Philippinen sowie im Staatssekretariat tätig. Am 15. Juli 2000 bestellte ihn Papst Johannes Paul II. zum Ständigen Beobachter beim Europarat in Straßburg.
Am 22. Januar 2004 ernannte ihn Papst Johannes Paul II. zum Titularerzbischof von Hodelm und bestellte ihn zum Apostolischen Nuntius in Burundi. Die Bischofsweihe spendete ihm am 13. März 2004 Kardinalstaatssekretär Angelo Sodano im Petersdom; Mitkonsekratoren waren der Erzbischof von Liverpool, Patrick Kelly, und der Sekretär der Kongregation für die Evangelisierung der Völker, Kurienerzbischof Robert Sarah. Am 19. Februar 2009 bestellte ihn Papst Benedikt XVI. zum Apostolischen Nuntius in Guatemala. Paul Gallagher wurde am 11. Dezember 2012 Apostolischer Nuntius in Australien.
Am 8. November 2014 ernannte ihn Papst Franziskus zum Sekretär für die Beziehungen mit den Staaten im Staatssekretariat, ein Amt, das gemeinhin als „vatikanischer Außenminister“ gilt.
Am 23. April 2016 erhielt Gallagher den portugiesischen Orden des Infanten Dom Henrique.
Nachdem die Behörden von Belarus Erzbischof Tadeusz Kondrusiewicz Ende August 2020 nach einer Pilgerreise zur Schwarzen Madonna von Tschenstochau die Wiedereinreise nach Belarus verweigerten und ihm vorgeworfen wurde, die friedlichen Proteste in Belarus 2020 zu unterstützen, sandte Papst Franziskus Erzbischof Paul Gallagher, in seiner Rolle als vatikanischer Sekretär für die Beziehungen mit den Staaten, nach Minsk, um seine Unterstützung zu zeigen. Am 19. September 2022 nahm Gallagher als Vertreter von Papst Franziskus am Staatsbegräbnis von Königin Elisabeth II. in der Westminster Abbey teil. Im Oktober 2023 sprach er mit Hossein Amir-Abdollahian, dem iranischen Außenminister, im Kontext vom Israel-Gaza Krieg. Erzbischof Gallagher besuchte vom 9. bis zum 14. April 2024 Vietnam und traf sich mit Premierminister Pham Minh Chính und Außenminister Bùi Thanh Sơn.